# Victoria (Schiff, 1839)
Der Raddampfer Victoria war der erste aus Eisen gebaute Raddampfer für die Dampfschiffahrts-Gesellschaft für den Nieder- und Mittel-Rhein (DGNM) und das sechste Schiff der Reederei.

## Konstruktion
Das Dampfschiff Victoria war ein Glattdecker zum Transport von Gütern und Personen. Es wurde nach dem Entwurf des englischen Konstrukteurs Thomas Ditchburn von der Werft Miller, Ravenhill & Cie. In London-Greenwich gebaut. Die Dampfmaschine war eine Zweizylinder-Niederdruck-Balanciermaschine von der ausführenden Werft. Der Kofferkessel hatte 88,4 m² Heizfläche und erzeugte einen Dampfdruck von 1,05 kp/cm².
Der aus Eisen gefertigte Rumpf im Unterdeck hatte vorne eine Matrosenwohnung, dahinter eine Kajüte mit 30 Passagierbetten, Toilette und einen Niedergang zum Hauptdeck. Daran anschließend war der vordere Laderaum und Mittschiffs der Maschinen- und Kesselraum. Im Achterschiff waren ein weiterer Laderaum, eine große Kajüte, Toiletten und ein Treppenaufgang. Das Heck war als Pavillon ausgebaut.
Das vordere Hauptdeck war ein Freideck mit Mast und Ladebaum zur Güteraufnahme. In den Aufbauten über den Schaufelrädern waren Wirtschaftsräume, Mannschaftsunterkünfte, Küche und Toiletten. Der Schornstein stand hinter den Radkästen, das Achterdeck war mit einem Sonnensegel überdacht und mit einem zweiten Lademast versehen. Der erhöhte Steuerstand befand sich am Heck.

## Geschichte
Nach der feierlichen Übergabe des Schiffs in London erreichte die Victoria am 24. Juli 1839 Düsseldorf. Dort wurden während der Fahrt aufgetretene Störungen an der Dampfmaschine von dem aus London angereisten Konstrukteur Miller behoben.
Am 12. August 1839 fand die festliche Bergfahrt mit Mitgliedern der Direktion nach Mainz statt. Rückfahrt nach Düsseldorf am 15. August, die Fahrzeit betrug elfeinhalb Stunden. Nach der Indienststellung am 18. August wurde die Victoria planmäßig zwischen Düsseldorf und Mainz eingesetzt.
Von März 1848 bis Ende 1848 wurde die Victoria zeitweise beschlagnahmt und in der Märzrevolution als Truppentransporter zwischen Köln und dem Oberrhein eingesetzt. Am 24. Juni 1849 wurde der Linienverkehr zwischen Mainz und Mannheim wieder aufgenommen.

## Werftzeiten
Im Frühjahr 1881 wurde die Victoria auf der Helling der Werft Ewald Berninghaus in Duisburg repariert und umgebaut. Dabei wurde das Schiff auf 57,60 m verlängert und eine neue Antriebsanlage eingebaut.  Die neue, oszillierende Verbunddampfmaschine von Escher-Wyss (Zürich) leistete 420 PSi und der neue Trommelkessel mit 188 m² Heizfläche erzeugte einen Druck von sechs kp/cm². Die Schaufelräder wurden erneuert und waren mit elf exzentergesteuerten Schaufeln versehen. Die Kommandobrücke mit offenem Ruderstuhl wurde über die Radkästen verlegt. Durch den Umbau erhöhte sich die Tragfähigkeit auf 139,1 Tonnen. Ab dem 29. September wurde das Schiff wieder planmäßig eingesetzt.
1892 erfolgte eine Generalüberholung, im Winter 1902/03 erneute Überholung auf der Werft Gebrüder Sachsenberg in Köln-Deutz mit Einbau eines neuen Dampfkessels. Danach wurde die Victoria nur noch als reines Güterschiff eingesetzt. Am 30. April 1906 wurde das Schiff außer Dienst gestellt und lag als Reserveschiff in Düsseldorf. 1912 wurde es verkauft und verschrottet.

## Havarien
- 2. November 1840: Gegen 20 Uhr stieß das Schiff unterhalb von Zons mit dem bergfahrenden Dampfer Drusus der niederländischen Rijn-IJssel-Gesellschaft zusammen, wobei die Drusus schwere Beschädigungen erlitt; zwei Personen starben.
- 27. August 1842: Zusammenstoß mit dem PRDG-Schiff Nr. 14 bei Koblenz-Wallersheim, wobei das PRDG-Schiff schwer, die Victoria nur leicht beschädigt wurde.
- 1. Oktober 1849: Die Victoria versenkte durch starken Wellenschlag in Kapellen-Stolzenfels einen Militärnachen mit 15 Soldaten an Bord; acht Soldaten ertranken.
- 20. September 1859: Grundberührung mit anschließendem Wassereinbruch bei Bingen. Das Leck wurde abgedichtet und das Schiff zur Werft L. Smit & Zoon nach Kinderdijk zur Instandsetzung geschleppt.
- 6. März 1861: Havarie in der Talfahrt mit der Schiffbrücke in Düsseldorf.
- 15. September 1880: Zusammenstoß mit einem Kohlenkahn, der unbeleuchtet in der Fahrrinne lag; der Kahn sank.
- 27. Juni 1884: Havarie in Koblenz mit einem Floß.